# どうようベスト・セレクション
『どうようベスト・セレクション』は、日本コロムビアから発売されている童謡アルバムのシリーズ。全3タイトル。1994年10月21日発売。

## 概要
青・赤・緑の原色に金縁の装飾を加えた目立つジャケットデザインが特徴である。日本における25曲入りCDアルバムとしては低価格の1枚1500円に設定した。発売から数年後にはレコード店での売れ行きが低迷したこともあったが、幼児用品販売店・玩具店に販路を拡大し家族連れの獲得に成功した。
本シリーズは発売から9年間で累計40万枚を売り上げ、2003年時点で毎月700枚以上の注文が入るなど安定した売れ行きを保ち、童謡アルバムのベストセラーになっている。また、2016年までに累計出荷枚数は100万枚を突破している。
2016年7月1日「童謡の日」に、リニューアルされた「どうよう BEST SELECTION」が発売された。こちらも全3タイトルで、30曲入りCDアルバムとしては低価格の1500円に設定。

## 作品

### どうようベスト・セレクション（1） 〜ぞうさん・いぬのおまわりさん〜
| 専門評論家によるレビュー | 専門評論家によるレビュー |
| レビュー・スコア         | レビュー・スコア         |
| 出典                     | 評価                     |
| ------------------------ | ------------------------ |
| CDJournal                | (好意的)                 |

- ジャケットの色は、青。
- 規格商品番号は、COCC-11995。
- CDには象のイラストが印刷されている。
- 『CDジャーナル』は、「かわいらしい子供の視点にたって選曲されているために耳になじんだ優しい曲が多い。子供と一緒になって聴き、口ずさめば自然と暖かな気分になってくる。」と評した[3]。

1. ぞうさん　歌：山野さと子、森の木児童合唱団
2. いぬのおまわりさん　歌：土居裕子
3. アイアイ　歌：林アキラ、森みゆき
4. やぎさんゆうびん　歌：山野さと子
5. とんぼのめがね　歌：塩野雅子
6. おつかいありさん　歌：濱松清香、林幸生、森の木児童合唱団
7. かわいいかくれんぼ　歌：塩野雅子
8. ことりのうた　歌：山野さと子
9. ちょうちょう　歌：野田恵里子、森の木児童合唱団
10. ぶんぶんぶん　歌：森の木児童合唱団
11. かえるのうた　歌：橋本潮、森の木児童合唱団
12. めだかの学校　歌：森の木児童合唱団
13. あめふりくまのこ　歌：山野さと子
14. もりのくまさん　歌：山野さと子、森の木児童合唱団
15. メリーさんのひつじ[4]　歌：橋本潮、森の木児童合唱団
16. おんまはみんな　歌：森の木児童合唱団
17. 山の音楽家　歌：山野さと子
18. やまのワルツ　歌：森みゆき
19. こぶたぬきつねこ　歌：神崎ゆう子、坂田おさむ
20. ねこふんじゃった[5]　歌：山野さと子
21. あら どこだ　歌：林アキラ、森みゆき
22. あひるのスリッパ　歌：真理ヨシコ
23. おさるのかごや　歌：濱松清香、森の木児童合唱団
24. 証城寺のたぬきばやし　歌：森の木児童合唱団
25. げんこつやまのたぬきさん　歌：かおりくみこ、コロムビアゆりかご会

### どうようベスト・セレクション（2） 〜おもちゃのチャチャチャ・さっちゃん〜
| 専門評論家によるレビュー | 専門評論家によるレビュー |
| レビュー・スコア         | レビュー・スコア         |
| 出典                     | 評価                     |
| ------------------------ | ------------------------ |
| CDJournal                | (好意的)                 |

- ジャケットの色は、赤。
- 規格商品番号は、COCC-11996。
- CDにはおもちゃの兵隊のイラストが印刷されている。
- 『CDジャーナル』は、「堀江美都子、こおろぎ'73、彼らのなつかしい歌声を聴けば、子供の頃の懐かしい思い出が蘇ってくる方も多いはず。これは日本のスタンダードだ。」と評した[6]。

1. 南の島のハメハメハ大王　歌：堀江美都子、こおろぎ'73
2. おもちゃのチャチャチャ　歌：山野さと子、森の木児童合唱団
3. 五匹のこぶたとチャールストン　歌：森みゆき
4. ピクニック・マーチ　歌：肝付兼太、中尾隆聖、よこざわけい子
5. マーチング・マーチ　歌：橋本潮、森の木児童合唱団
6. ぽかぽかてくてく　歌：橋本潮、森の木児童合唱団
7. 大きな栗の木の下で　歌：林幸生、鹿島かんな、森の木児童合唱団
8. ロンドン橋[4]　歌：濱松清香、森の木児童合唱団
9. 手をたたきましょう　歌：山野さと子、森の木児童合唱団
10. むすんでひらいて　歌：岡沼明美、森の木児童合唱団
11. てをつなごう　歌：鳥海佑貴子、森の木児童合唱団
12. いとまきのうた　歌：斉藤誠、コロムビアゆりかご会
13. さっちゃん　歌：山野さと子
14. おはなしゆびさん　歌：森みゆき
15. ふたあつ　歌：鳥海佑貴子、森の木児童合唱団
16. あさいちばん早いのは　歌：林アキラ
17. とけいのうた　歌：野田恵里子、濱松清香、森の木児童合唱団
18. はしれちょうとっきゅう　歌：濱松清香、森の木児童合唱団
19. ふしぎなポケット　歌：濱松清香
20. おなかのへるうた　歌：森みゆき
21. トマト　歌：水谷玲子
22. おべんとうばこのうた　歌：こおろぎ'73
23. ドロップスのうた　歌：山野さと子
24. アイスクリームのうた　歌：山野さと子
25. オナカの大きな王子さま　歌：坂田おさむ

### どうようベスト・セレクション（3） 〜ドレミのうた・大きな古時計〜
| 専門評論家によるレビュー | 専門評論家によるレビュー |
| レビュー・スコア         | レビュー・スコア         |
| 出典                     | 評価                     |
| ------------------------ | ------------------------ |
| CDJournal                | (好意的)                 |

- ジャケットの色は、緑。
- 規格商品番号は、COCC-11997。
- CDにはラッパのイラストが印刷されている。
- 『CDジャーナル』は、「「みょーに元気いっぱい」の子ども向けアルバムは多いが、アレンジも歌い方もオーソドックス。大人も疲れず素直に懐かしめる童謡集。歌の姉さんもいいけれど、児童合唱団の女の子の歌声が愛らしくて◎。ちょっと大きい子向けの歌が多いセレクション。」と評した[7]。

1. ドレミのうた[8]　歌：山野さと子、森の木児童合唱団
2. クラリネットをこわしちゃった[9]　歌：山野さと子
3. A・B・Cのうた　歌：山野さと子、森の木児童合唱団
4. おばけなんてないさ　歌：森晴美
5. しゃぼん玉　歌：山野さと子、森の木児童合唱団
6. うみ　歌：野田恵里子、森の木児童合唱団
7. どんぐりころころ　歌：林幸生、森の木児童合唱団
8. まつぼっくり　歌：大和田りつこ
9. 赤とんぼ　歌：山野さと子
10. ゆりかごのうた　歌：近藤光子、コロムビアゆりかご会
11. キラキラぼし[10]　歌：鹿島かんな、鳥海佑貴子、森の木児童合唱団
12. 大きな古時計　歌：仁科竹人
13. お誕生日のうた　歌：森の木児童合唱団
14. わらいごえっていいな　歌：神崎ゆう子、坂田おさむ、天野勝弘
15. おはながわらった　歌：鳥海佑貴子、森の木児童合唱団
16. こいのぼり　歌：鳥海佑貴子、森の木児童合唱団
17. たなばたさま　歌：野田恵里子、森の木児童合唱団
18. 夕やけ小やけ　歌：川田正子 コーラス：森の木児童合唱団
19. たきび　歌：野田恵里子、鳥海佑貴子、森の木児童合唱団
20. ちいさい秋みつけた　歌：土居裕子
21. コンコンクシャンのうた　歌：水谷玲子、コロムビアすずらんコーラス
22. おしょうがつ　歌：山野さと子、森の木児童合唱団
23. うれしいひなまつり　歌：山野さと子、森の木児童合唱団
24. 一年生になったら　歌：濱松清香、林幸生、森の木児童合唱団
25. 思い出のアルバム　歌：かおりくみこ、中井幹子、コロムビアゆりかご会